# كايل ماسي
كايل ماسي هو ممثل ومغني أمريكي ولد في 28 أغسطس 1991 بمدينة أتلانتا. أشتهر لدوره في مسلسل ذاتس سو رايفن.

## وصلات خارجية
- كايل ماسي على موقع IMDb (الإنجليزية)
- كايل ماسي على موقع ميتاكريتيك (الإنجليزية)
- كايل ماسي على موقع روتن توميتوز (الإنجليزية)
- كايل ماسي على موقع ألو سيني (الفرنسية)
- كايل ماسي على موقع ميوزك برينز (الإنجليزية)
- كايل ماسي على موقع إن إن دي بي (الإنجليزية)
- كايل ماسي على موقع ديسكوغز (الإنجليزية)
- كايل ماسي على موقع قاعدة بيانات الفيلم (الإنجليزية)
- كايل ماسي على موقع كينوبويسك (الروسية)